# El pensionado de Santa Casilda
El pensionado de Santa Casilda es una novela de temática lésbica escrita por Elena Fortún y Matilde Ras que permaneció inédita hasta su publicación en 2022, cuando ambas autoras ya habían fallecido.

## Contexto
En las primeras décadas del siglo XX hubo una visibilización del lesbianismo con la publicación de varias novelas. En 1909 se publicó Zezé de Ángeles Vicente, considerada la primera novela de temática lésbica escrita por una mujer en España; en 1915 fue publicada La Coquito de Joaquín Belda en las que había menciones al lesbianismo y en 1917 lo fue Ellas y ellos y ellos y ellas de Carmen de Burgos.  En 1928 en Gran Bretaña se publicó la novela de temática lésbica, El pozo de la soledad, de Radclyffe Hall. Esta novela supuso un gran escándalo en la sociedad británica porque la protagonista, Stephen Gordon, era abiertamente lesbiana. En 1934 se estrenó la película Muchachas de uniforme, considerada la primera de tema abiertamente lésbico.
Fortún formó parte del denominado Círculo Sáfico de Madrid, un grupo de mujeres lesbianas que se reunían en los años treinta. La novela Acrópolis publicada en 1984 de Rosa Chacel describió ese ambiente y a quienes lo componían. Este círculo estaba liderado por la escenógrafa Victorina Durán. Ella escribió unas memorias donde también hizo referencia a ese círculo, publicadas en 2021 bajo el título Así es.
Fortún, antes de fallecer, escribió una carta a Inés Field, amiga suya argentina, que custodiaba El pensionado de Santa Casilda y Oculto sendero, también de temática abiertamente lésbica, pidiéndole que se deshiciera de ambos. Ambos libros fueron entregados a Marisol Dorao y publicados, gracias al trabajo de Nuria Capdevilla-Argüelles y María Jesús Fraga, por la editorial Renacimiento.

## Autoría
La novela está firmada por Rosa María Castaños, el mismo seudónimo usado por Fortún para Oculto sendero aunque Ras fue colaboradora. La relación lésbica entre Matilde Ras y Elena Fortún queda atestiguada por la correspondencia entre ambas y la creación de esta novela. Vivieron juntas durante la guerra civil en un chalé de Chamartín de la Rosa propiedad de Elena Fortún. El exilio motivó su separación, ya que Ras se trasladó a Lisboa y Fortún partió a Buenos Aires, donde se reencontró con Victorina Durán. Parece que fue en el exilio cuando escribió las otras obras publicadas tras su muerte además de El pensionado: Celia en la revolución y Oculto sendero. Durán parece reflejada en una de las protagonistas del libro, Trudy.

## Sinopsis
Es una obra inacabada de final abierto. La novela sigue a un grupo de chicas que viven juntas en un internado madrileño en los años veinte, administrado por una congregación religiosa francesa. Tras dejar el internado, cada una de las adolescentes sigue su propio camino, aunque algunas retoman relaciones lésbicas que habían comenzado mientras estaban en el pensionado. Ya adultas, algunas de ellas, marchan a París donde esperan vivir con más libertad.
Se compone de 40 capítulos divididos en tres partes: "Pubertad", "Floración" y "Plenitud". Un narrador omnisciente guía al lector a través de la vida de estas chicas, desde su despertar sexual y la formación de su sexualidad durante la pubertad, hasta su transición a la edad adulta.